# Rafael Tous i Giner
Rafael Tous i Giner   (Barcelona, 4 d'agost de 1940) és un empresari i col·leccionista d'art català
Col·leccionista d'art des de la dècada de 1970, s'interessà per l'art conceptual i els artistes catalans, com Francesc Abad o Fina Miralles. Posteriorment amplià la col·lecció cap a la videocreació, la fotografia (més de 20.000 obres d'artistes nacionals i estrangers), l'art africà, els còmics i els llibres, amb més de 250.000 volums en total.
El 1980 obrí la sala Metrònom, i el 1985, la Fundació Rafael Tous d'Art Contemporani.
El 2019 donà al Museu d'Art Contemporani de Barcelona (Macba) la seva col·lecció d'art conceptual, formada per un miler d'obres i considerada la més important de Catalunya en el seu gènere.
L'any 2021 fou guardonat amb la Creu de Sant Jordi «per les seves aportacions convençudes i estratègiques a favor de la cultura catalana». El desembre de 2023 va rebre la Medalla d’Or al Mèrit Cultural de l'Ajuntament de Barcelona, per «ser pioner en l’aposta per l’art conceptual i va anar configurant un fons personal de més de 1.100 obres» (donada al Macba).